# Somit

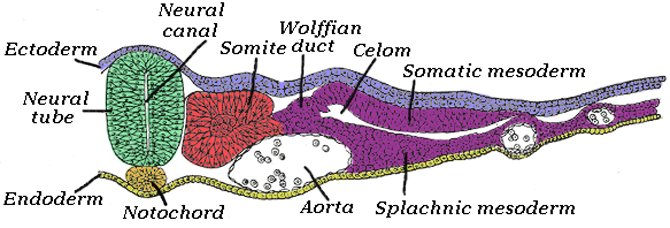
Rycina przedstawiająca przekrój przez ciało kurzego zarodka. Dorsalna (grzbietowa) powierzchnia zarodka jest na górze schematu, wentralna (brzuszna) na dole

Somity (z gr. σομα = ciało; także miomery, praczłony) – segmentalne jednostki przyosiowej mezodermy grzbietowej zarodków kręgowców, rozwijające się w procesie somitogenezy symetrycznie po obu stronach cewy nerwowej i struny grzbietowej. Somity przekształcają się w dermatomy, miotomy i sklerotomy.
Każdy somit składa się ze ściany utworzonej przez warstwę butelkowatego kształtu komórek nabłonka, otaczającej mezenchymalny rdzeń, utworzony przez komórki somitocelu. Somity powstają w kierunku czaszkowo-ogonowym, pączkując z presomitalnej mezodermy. Pierwszy somit znajduje się tuż za plakodą oczną, ostatni w ogonie zarodka.
Pojęcie somitu wprowadził do embriologii Francis Maitland Balfour w 1881 roku, zastępując ukuty przez Roberta Remaka termin „protovertebra” (niem. Urvirbel). Budowę somitów w ptasim zarodku jako pierwszy przedstawił Leonard W. Williams w 1910 roku.
Czasami terminem somity określane są metamery.

## U człowieka
Na początku trzeciego tygodnia rozwoju zarodka przyosiowa mezoderma ulega segmentacji. Powstałe segmenty nazywane są somitomerami. Poczynając od okolicy potylicznej w kierunku ogonowym, somitomery zmieniają swoją strukturę i wytwarzają somity. 
Pierwsza para somitów powstaje około 20. dnia rozwoju. Wytwarzanie postępuje w tempie około trzech par na dobę, aż do końca piątego tygodnia. Ostatecznie powstaje od 42 do 44 par somitów: 4 potyliczne, 8 szyjnych, 12 piersiowych, 5 lędźwiowych, 5 krzyżowych i 8 do 10 ogonowych.
Pierwszy potyliczny somit i 5 do 7 ostatnich zanikają w późniejszym okresie, natomiast pozostałe tworzą szkielet osiowy.
Ze względu na to, że somity pojawiają się w określonej kolejności i w określonym czasie, można na podstawie ich liczby podać dokładny wiek zarodka we wczesnym okresie jego rozwoju.
| przybliżony wiek [dni] | 20  | 21  | 22   | 23    | 24    | 25    | 26    | 27    | 28    | 30    |
| ---------------------- | --- | --- | ---- | ----- | ----- | ----- | ----- | ----- | ----- | ----- |
| liczba somitów         | 1–4 | 4–7 | 7–10 | 10–13 | 13–17 | 17–20 | 20–23 | 23–26 | 26–29 | 34–35 |